# Bogdan Radivojević
Bogdan Radivojević (Belgrád, 1993. március 2. –) szerb válogatott kézilabdázó, az RK Eurofarm Pelister játékosa.

## Pályafutása

### Klubcsapatokban
Bogdan Radivojević hétéves korában kezdett kézilabdázni. 2001-ben lett a belgrádi Partizan akadémiájához. 2011-ben mutatkozott be a felnőtt csapatban. 2011-ben és 2012-ben bajnoki címet nyert a csapattal, a 2011–2012-es és a 2012–2013-as szezonban a Bajnokok Ligájában is pályára lépett a klub színeiben. 2013 nyarán a német Flensburg-Handewitt játékosa lett. Első ott töltött szezonjában Bajnokok Ligáját nyert a csapattal, a rákövetkező szezon végén pedig Német Kupa-győzelmet ünnepelhetett. 
2017 nyarán Radivojević a Rhein-Neckar Löwenben folytatta pályafutását, kétéves szerződést aláírva a mannheimi csapathoz. 2018-ban kupagyőztes volt a csapattal. 2019 januárjában bejelentették, hogy a következő szezontól a Pick Szeged játékosa lesz. Négy évet töltött a Tisza-parti városban, ez idő alatt kétszer nyert bajnoki címet a csapattal. Négy szezont töltött a magyar csapatnál és végül két bajnoki cím megszerzése után távozott az észak-macedón bajnok RK Eurofarm Pelister csapatához.

### A válogatottban
A szerb válogatottban 2013-ban mutatkozott be, részt vett az az évi világbajnokságon. Pályára lépett a 2014-es és 2018-as Európa-bajnokságon, és a 2019-es világbajnokságon is.

## Sikerei, díjai

### Partizan
- Challenge Cup:
  -  3. hely: 2011
- Szerb bajnokság:
  -  bajnok: 2011, 2012
- Szerb Kupa:
  -  győztes: 2011
- Szerb Szuperkupa:
  -  győztes: 2011, 2012

### Flensburg-Handewitt
- Bajnokok Ligája:
  -  győztes: 2014
- Német bajnokság:
  -  2. hely: 2015–16, 2016–17
  -  3. hely: 2013–14, 2014–15
- Német Kupa:
  -  győztes: 2015
  -  döntős: 2014, 2016, 2017
- Német Szuperkupa:
  -  győztes: 2014
  -  döntős: 2015

### Rhein-Neckar Löwen
- Német Kupa:
  -  győztes: 2018
- Német Szuperkupa:
  -  győztes: 2017

### Mol-Pick Szeged
- magyar bajnokság:
  -  győztes: 2021, 2022